# Western Railroad Stone Arch Bridges and Chester Factory Village Depot
Les Western Railroad Stone Arch Bridges and Chester Factory Village Depot sont un ensemble d'infrastructures ferroviaires constituant un district historique américain dans les comtés de Berkshire, Hampden et Hampshire, au Massachusetts. Cet ensemble est classé National Historic Landmark depuis le 13 janvier 2021.